# Alison Mosshart
Alison Nicole Mosshart (23 de novembro de 1978) é uma cantora e guitarrista estadunidense que integra as bandas de indie rock The Kills e The Dead Weather.

## Carreira
Começou sua carreira musical em 1995 com  a banda punk Discount, que foi desfeita em 2000. Logo após a dissolução do Discount, ainda em 2000, Mosshart fundou o The Kills com o guitarrista britânico Jamie Hince (que anteriormente havia participado das bandas Scarfo e Blyth Power).
No The Kills, Mosshart usa o nome de "VV" e Hince é chamado de "Hotel".
Em 29 de setembro de 2008 Mosshart se apresentou em Memphis com os Raconteurs carregando os vocais de "Steady, As She Goes" e "Salute Your Solution." Poucos meses depois o resultado desta participação especial se materializava na formação de uma nova banda: o The Dead Weather, que conta com dois dos Raconteurs (Jack White e Jack Lawrence) além de Dean Fertita (também integrante do Queens of the Stone Age).

## The Kills
Mosshart já tinha conhecimento de quem era Hince antes de o conhecer em um hotel na Europa enquanto ainda fazia tour com o Discount. Ficaram criando músicas a distancia por um tempo até que Alison se mudou para Londres.
Em 2003, The Kills lançou seu primeiro álbum: Keep on Your Mean Side
Em 2005, eles lançaram álbum No Wow
Midnight Boom (2008)
Blood Pressures (2011)

## The Dead Weather
Mosshart é um dos membros originais da banda de rock alternativo The Dead Weather, formado no final de 2008. Ela já tinha feito performances anteriores com Jack White e Jack Lawrence e The Raconteurs. Ela é vocalista e toca guitarra.
Ela co-escreveu (junto com Dean Fertita) o primeiro single da banda Hang You from the Heavens, que foi lançado em 11 de março de 2009. Mosshart também escreveu So Far From Your Weapon e co-escreveu oito das dez faixas originais do primeiro álbum Horehound.
Em 2010, um segundo álbum - Sea of Cowards - foi lançado. O primeiro single, Die By The Drop, foi escrito por Mosshart, Fertita e Lawrence.

## Discografia

### Discount
Ataxia's Alright Tonight (1996)
Half Fiction (1997)
Crash Diagnostic (2000)

### The Kills
Keep on Your Mean Side (2003)
No Wow (2005)
Midnight Boom (2008)
Blood Pressures (2011)
Ash & Ice (2016)

### The Dead Weather
Horehound (2009)
Sea of Cowards (2010)
Dodge and Burn (2015)

### Parcerias
Placebo - Meds (2006)
Primal Scream - Riot City Blues (2008)
Arctic Monkeys - Humbug (2009)
Carla Azar - Sucker Punch (2011)
Cage the Elephant - It`s just forever (2013)